# 鬼畜英雄
《鬼畜英雄》是日本出版社一二三書房從2022年2月18日開始連載的日本漫畫作品，作者為よのき。
2023年5月18日，漫畫版第五卷銷售量突破25萬本，同年8月14日，第六卷則突破60萬。

## 登場人物

### 主要人物
隆道
本作主人公，异世界的原人类，后在魔界转生成梦魔。
持有固有技能【孵化】、自身的性器官被女性看见女性会不受控制地倒贴。
埃乌拉
稀有种族库库鲁族，职业药师，隆道离开魔界后遇见的第一位女性。
紫罗兰
隶属赫鲁特拉冒险者协会的SS级暗杀者同时也是持有【风王之枪】魔眼的魔眼使，外号“孤高的白花”。
因魔眼的副作用而寻找梦魔才暂时成为巴顿的手下，直至遇见隆道后倒戈。
阿尤恩
擁有虛空之魔眼的魔眼少女，王都通緝犯。因身份問題受盡王都的欺凌侮辱，而向大惡魔巴欽獻身後奉巴欽之命賜予哥布林魔力讓其變強，以達到打開從魔界到人界的通道。後來聽從巴欽的安排加入天道的麾下。
卡那羅亞
傳說級魚人族，500年前戰死的魚人族祖先，其靈魂被巴頓召喚，並與天道締結契約成為天道的護衛。

### 魔界
吉鲁
魔界的魔王，克苏鲁人形的魔族、与隆道为好友。
因想隐居而将魔王之位让予隆道但却被其拒绝。

### 聖人
格倫希爾德
出身於王都的聖人，非常憎恨惡魔。
劉玄星
蒼龍國的隱居聖人、“天體議會”議員。
天野海老助
日出國的聖人。只遵守“約定”的“聖道”。

## 出版書籍

### 漫畫
| 卷數 | 一二三書房     | 一二三書房             |
| 卷數 | 發售日期       | ISBN                   |
| ---- | -------------- | ---------------------- |
| 1    | 2022年2月18日  | ISBN 978-4-8919-9794-6 |
| 2    | 2022年6月20日  | ISBN 978-4-8919-9821-9 |
| 3    | 2022年12月20日 | ISBN 978-4-8919-9901-8 |
| 4    | 2023年1月20日  | ISBN 978-4-8919-9902-5 |
| 5    | 2023年5月25日  | ISBN 978-4-8919-9970-4 |
| 6    | 2023年8月25日  | ISBN 978-4-8242-0018-1 |
| 7    | 2023年12月25日 | ISBN 978-4-8242-0080-8 |
| 8    | 2024年4月25日  | ISBN 978-4-8242-0160-7 |
| 9    | 2024年8月18日  | ISBN 978-4-8242-0290-1 |
| 10   | 2024年12月25日 | ISBN 978-4-824-20351-9 |

## 外部連結
- Booklive漫画
- 鬼畜英雄的X（前Twitter）